# Memory (EP)
Memory là mini album thứ tư của nhóm nhạc Hàn Quốc Mamamoo. Mini album được phát hành bởi Rainbow Bridge World vào ngày 7 tháng 11 năm 2016 và phân phối bởi CJ E&M Music. Mini album bao gồm tám bài hát, kể cả single "New York" và "Décalcomanie", soundtrack single  "Woo Hoo" từ LG G5 And Friends và hai bài hát của nhóm nhỏ "Dab Dab" vả "Angel".

## Phát hành và quảng bá
Vào ngày 26 tháng 10 năm 2016, Mamamoo thông báo album mới sẽ phát hành trong tháng tới. Họ bắt đầu hé lộ album từ ngày 27 tháng 10 bằng hình ảnh teaser từng thành viên, và music video teasers, mã số bí mật và hé lộ danh sách bài hát. Hai màn trình diễn của nhóm nhỏ trước khi single phát hành đã có phát hành để tạo sự hưởng ứng của fan cho sự trở lại của nhóm. Bài hát đầu tiên "Dab Dab" được trình bày bởi nhóm rap line (Moonbyul và Hwasa) xếp vị trí 69 trên bảng xếp hạng. Trong khi bài hát thứ hai "Angel" trình bày bởi nhóm vocal line (Solar và Wheein) xếp vị thứ 26 trên bảng xếp hạng. Single đầu tiên từ album, "New York" phát hành vào ngày 21 tháng 9, bài hát ở vị trí thứ 9 khi phát hành trên Gaon Digital Chart. Full album kèm có hai music video, một cái cho ca khú chủ để được phát hành vào ngày 7 tháng 11. Single chủ đề thứ hai "Décalcomanie" được vào bảng xếp hạng.

## Giới thiệu và quảng bá
Mamamoo sản xuất Memory với Kim Do-Hoon, là giám đốc điều hành của Rainbow Bridge World người đã làm cho được thành công như ngày hôm nay.

## Danh sách bài hát
| STT              | Nhan đề                                     | Phổ lời                                                 | Phổ nhạc                  | Arrangement                     | Thời lượng |
| ---------------- | ------------------------------------------- | ------------------------------------------------------- | ------------------------- | ------------------------------- | ---------- |
| 1.               | "Draw & Draw & Draw" (그리고 그리고 그려봐) | Solar, Moonbyul, Kim Do-hoon                            | Kim Do-hoon               | Shinmin                         | 3:52       |
| 2.               | "Décalcomanie" (데칼코마니)                 | Solar, Moonbyul, Hwasa, Kim Do-hoon                     | Kim Do-hoon               | Kim Do-hoon, MGR, Park Woo-sang | 3:36       |
| 3.               | "New York"                                  | Moonbyul, Park Woo-sang                                 | Park Woo-sang             | Park Woo-sang                   | 3:02       |
| 4.               | "Moderato (feat. Hash Swan)"                | Wheein, Park Woo-sang, Hash Swan                        | Wheein, Park Woo-sang     | Park Woo-sang                   | 3:59       |
| 5.               | "Angel" (sung by Solar & Wheein)            | Park Woo-sang                                           | Park Woo-sang             | Park Woo-sang                   | 3:33       |
| 6.               | "Dab Dab" (sung by Hwasa & Moonbyul)        | Park Woo-sang, Kim Ma-cho                               | Park Woo-sang, Kim Ma-cho | Park Woo-sang, Kim Ma-cho       | 2:50       |
| 7.               | "I Won't Let Go" (놓지 않을게)              | Moonbyul, Solar, Hwasa                                  | Kim Do-hoon               | Choi Yong-chan                  | 4:25       |
| 8.               | "Woo Hoo" (기대해도 좋은 날)                | Cosmic Sound, Cosmic Girl, Jang Yoon-seo, Park Woo-sang | Cosmic Sound, Cosmic Girl | Cosmic Sound, Cosmic Girl       | 3:14       |
| Tổng thời lượng: | Tổng thời lượng:                            | Tổng thời lượng:                                        | Tổng thời lượng:          | Tổng thời lượng:                | 28:31      |

## Bảng xếp hạng
| Bảng xếp hạng Album (2016) | Vị trí cao nhất |
| -------------------------- | --------------- |
| Hàn Quốc (Gaon)            | 7               |

| Digital Chart (2016) | Vị trí cao nhất (Gaon) |
| -------------------- | ---------------------- |
| "Woo Hoo"            | 15                     |
| "DAB DAB"            | 69                     |
| "Angel"              | 26                     |
| "NEW YORK"           | 9                      |
| "Décalcomanie"       | 2                      |
| "I Won't Let Go"     | 91                     |
| "Draw & Draw & Draw" | 85                     |